# Peter Sasdy
Peter Sasdy (Budapest, 27 de maig de 1935) és un director de cinema britànic.

## Biografia
Peter Sasdy és un dels directors emblemàtics de la Hammer Film Productions.
Compta amb nombrosos crèdits televisius, en particular el guió de Nigel Kneale The Stone Tape (1972), ha dirigit diverses pel·lícules de terror de la productora Hammer, incloent Taste the Blood of Dracula (1969), La comtessa Dràcula (1971) i Hands of the Ripper (1971). Va dirigir  Pia Zadora en el clàssic The Lonely Ladyde (1983), pel qual va obtenir un Premi Razzie al Pitjor Director.De 1985 a 1987 va dirigir la producció de la cadena Thames The Secret Diary of Adrian Mole, Aged 13¾.

## Filmografia
- 1970: Taste the Blood of Dracula
- 1971: Les mans de l'esbudellador (Hands of the Ripper)
- 1971: La comtessa Dràcula (Countess Dracula)
- 1972: Doomwatch
- 1973: Nit infernal (Nothing But the Night)
- 1975: No vull néixer (I Don't Want to Be Born)
- 1977: Welcome to Blood City
- 1983: The Lonely Lady